# Cassis
Cassis са род соленоводни морски коремоноги мекотели от семейство Cassidae.
Представителите на рода са дребни до едри хищни охлюви с красиви декоративни раковини с размери 2,5 – 41 cm. Раковините са конични масивни с дебели стени. Характерна черта е наличието на добре изразен ръб на отвора, който често образува своеобразен щит.
Представителите на рода обитават плитки пясъчни дъна на тропическите брегове до топли умерени води вкл. и Средиземно море. Добре специализирани са в лова и консумацията на морски таралежи. По-едрите видове живеят до 10 – 20 години.
Охлювите са годни за консумация и са обект на улов покрай бреговете, които обитават. Раковините са обект на търговия със сувенири, а в някои райони на Полинезия се използват и като духови инструменти и дори съдове за хранене.

## Видове
Видовете от род Cassis са както следва:
- Cassis abbotti Bouchet, 1988
- Cassis cornuta (Linnaeus, 1758)
- Cassis fimbriata Quoy & Gaimard, 1833
- Cassis flammea (Linnaeus, 1758)
- Cassis kreipli Morrison, 2003
- Cassis madagascariensis Lamarck, 1822
- Cassis nana Tenison-Woods, 1879
- Cassis norai Prati Musetti, 1995
- Cassis patamakanthini Parth, 2000
- Cassis tessellata (Gmelin, 1791)
- Cassis tuberosa (Linnaeus, 1758)